# Les Angles (Pireneje Wysokie)

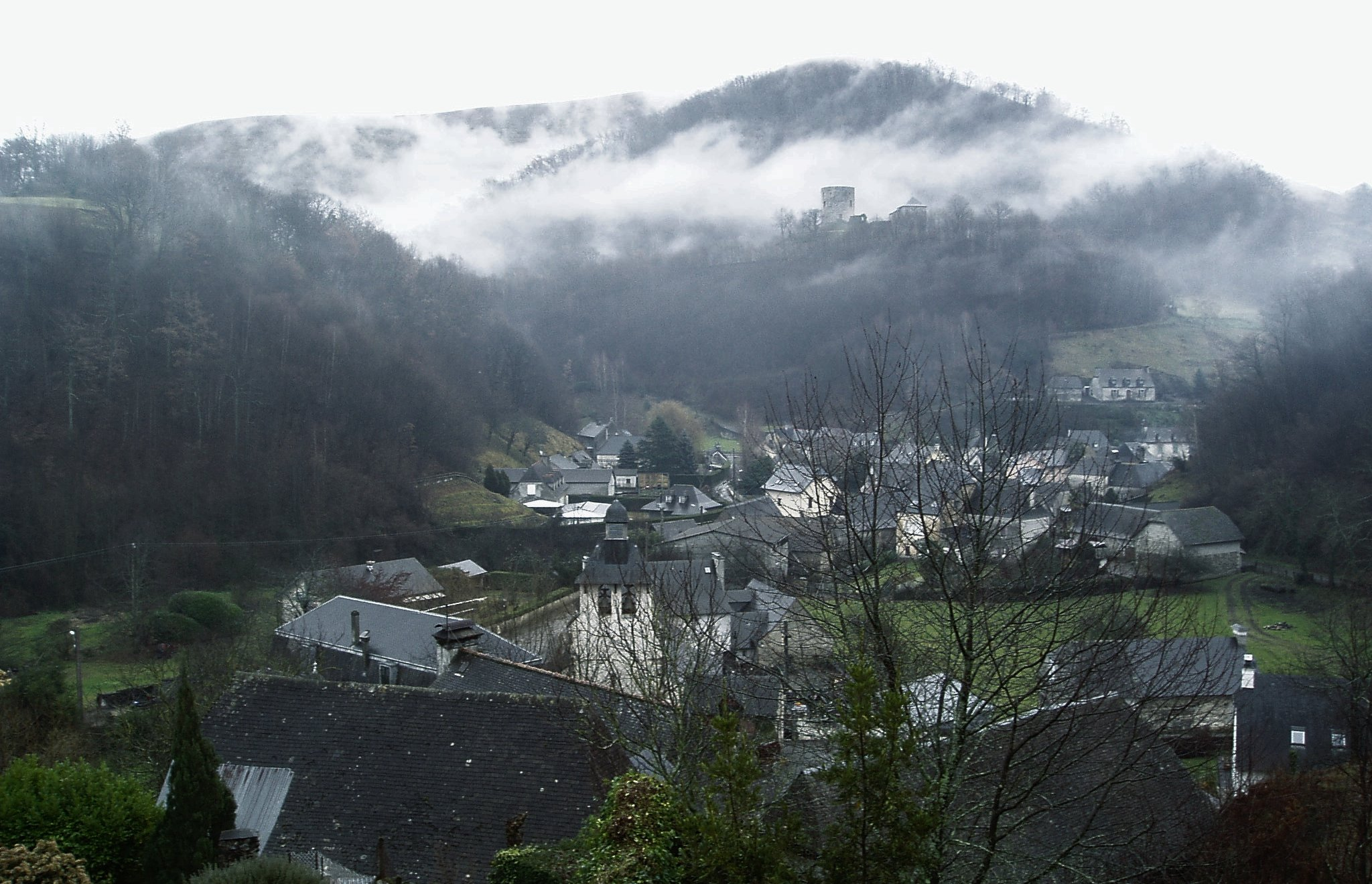
Angles, 2006

Angles – miejscowość i gmina we Francji, w regionie Oksytania, w departamencie Pireneje Wysokie.
Według danych na rok 1990 gminę zamieszkiwało 145 osób, a gęstość zaludnienia wynosiła 47 osób/km² (wśród 3020 gmin regionu Midi-Pyrénées Angles plasuje się na 918. miejscu pod względem liczby ludności, natomiast pod względem powierzchni na miejscu 1639.).